# Gersekarát
Gersekarát község Vas vármegyében, a Vasvári járásban.

## Fekvése
Vasvártól nyugat-délnyugatra 10 kilométerre, Körmendtől kelet-délkeletre 16 kilométerre, a Sárvíz-pataktól északra terül el, a Kemenesháton. Közigazgatási területének északi részén húzódik a 7441-es út, belterületét nagyobb arányban érintik a 7442-es és 7444-es utak.

## Története
Területén hosszú ideig erdőség volt. Erre vonultak az 1051-es német támadás csapatai. Gerse első okleveles említése 1272-ből, Karátföldé 1313-ból való. Mindkettő irtásfalu.
A település gersei részének neve a középkorban Golsa, Gelse majd Gerse.
1316 előtt a település birtokosa Csapó (Chapow) ispán unokája Gelsei László volt - kinek felesége az országbírói tisztséget is betöltő Köcski Sándor nővére - más forrás szerint pedig nagynénje - volt.
A település ezen zavaros időszakban a Németújváriak tartományúri befolyása alá tartozott. Az 1310-es évek közepén a Németújváriak famíliájából a király pártjára átálló - Nádasd nemzetségből (Nadasth) származó és Gelsét is birtokló - Gelsei László családját Németújvári János kiirtatta. A "gelsei hatalmaskodás" során a birtokra törő Németújváriak martalócai Vörös Salamon vezetésével, a templomba menekült Gelsei Lászlót és három emberét megölték majd onnan kihurcolták és lefejezték. Az udvarházba kilenced magával bezárkózó Gelsei Dénesre a házat rágyújtották; a hatalmaskodásból csak Gelsei László leánya, Margit menekült meg, mégpedig annak dajkája jóvoltából.
Gelsei Margitot I. Károly magyar király 1332-ben - már mint Magyar Pál feleségét - fiúsította , így később atyja minden javainak örököse lett.
A vérontásra a tartományúri befolyás alóli nyílt átállás - Köcski Sándor, Gersei László és Dénes ; Köcski Sándor 1318-ban már szentmártoni várnagy – miatt került sor. Annak, hogy a tragikus esemény után a birtokok nem a Márk fia Pethő ágra szálltak egyetlen oka lehet mégpedig az, hogy ez az ág még ekkor nem a király oldalán állt. Így pár évvel később a birtokokat Magyar Pál kapta meg királyi adományként.
1324 november elején a győri káptalan I. Károlynak írt jelentéséből Magyar Pál gimesi várnagynak Gerse és Mákfa (Makua) vas vármegyei valamint Zala és Páhok (Paah) Zala vármegyei birtokokba való beiktatásáról értesülünk. A család másik ágának nevében Gelsei Márk fia Pethő a beiktatásnak ellentmond, a király elé idézve azonban ellentmondását visszavonja.
1332. november 11-én Károly Róbert Magyar Pált megerősíti az 1324 évi Gerse, Mákfa, Zala és Páhokra vonatkozó adományában. A királyi megerősítés bizonyosan szorosan kapcsolódik feleségének Gelsei Margitnak ezt három nappal megelőző fiúsításához is.
1343. augusztus közepén László csázmai prépost - királyi titkos kancellár és kápolna ispán – előtt Magyar Pál Gerse, Gerl, Nagymézadó (Nogmezadow) és Kismézadó (Kysmezadow) vas vármegyei birtokait és Hosszúpáh (Hwzwpah) Zala vármegyei birtokát a feleségének adta.
Az adományozást feltehetően a Nádasd nemzetség Pethő ágának örökösödés – ősiség - címén 1340-ben feltámasztott jogigénye váltotta ki. Minek folytatásaként 1346-ban I. Lajos király előtt Magyar Pál és fia László valamint Margit asszony, másfelől Márk fia Pethő megállapították, hogy őseiktől örökölt irtokaikat: Gelse, Makwa, Mezado, Sarfewmezado, Hodaz, Zalateluk, Pah és Derze tőlük az idők folyamán elidegenítették, ezeket azonban Károly király örökjogon Margit asszonynak adományozta. Margit asszony Makwa, Hodaz és Zalateluk birtokokat feltételesen Márk fia Pethőnek – ekkortól: Makwai Pethew - adja.
1353 végén Gersei Margit a budai káptalan előtt, betegágyában férje és fia László beleegyezésével végrendeletet tesz ( Gelse, Ollár, Sarfeumézadou és Derze-t érintően ) az óbudai Klarissza apácák javára. Közvetlenül ezt megelőzően, majd 1354. január elején Makuai Márk fia Pethő mester a vasvári káptalan előtt eltiltja Magyar Pált és feleségét az előzőekben érintett birtokok elidegenítésétől.
1354. január végén I. Lajos király átírja és megerősíti Margit asszonynak az óbudai Klarisszák javára tett adományát.
1357 végén Gelsei Margit a budai káptalan betegágyához kiküldött kanonokjai előtt az atyjától reá szállott szőlőjét a Gelse villában és a Gelse sessiót a Vasvár civitasban székelő domonkos barátoknak adományozza.
Gelsét érintő igényének a Pethő-ág csak Gelsei Margit 1372 évi halálát követően tud majd érvényt szerezni. Még ezt megelőzően 1371-ben, Gelsét Magyar Pál özvegye I. Lajos királynak eladja.
1448-ban a gersei jobbágyok fellázadnak a vármegye hivatalnokai ellen. A lázadás leverése során a falut elfoglalták a vármegyeiek, akik csak Hunyadi János parancsára adták vissza a korábbi birtokosainak, a Gersei Pethőknek.
Gerse a török időkben kétszer is elnéptelenedett. Kara Haszán török szpáhi telepítette újra. Több török támadást szenvedett el Karátföld is, Gerse is.
1766-ban újabb jobbágylázadás zajlott. Ennek részesei bíróság elé kerültek. A francia támadás idején a nem érintett Rábán inneni Vas vármegyéhez tartozott. A XVIII. század végére a Festeticsek szerezték meg Gersét. Karátföld, mint nemesi község, egészen, 1848-ig őrizte kiváltságainak maradványait.
Az 1868-as népoktatási törvény hatására előbb Karátföld, majd Gerse is községi iskola alapításába fogott. 1906-ban ide települ a körjegyzőség. 1907-től postahivatala van. Az első világháború után itt is pusztított a spanyolnátha és a tífusz.
1930-ban új iskolaépületet adtak át Gersén. Ez volt az „emeletes iskola”, ami ma az önkormányzat és a körjegyzőség épületeként funkcionál. 1927-től kapcsolták be Gersét a telefonhálózatba. A kir. Belügyminiszter 1937-ben egyesíteni akarta a két közeli községet, de a helyiek ellenállásán ez a szándék megbukott. 1938-tól önálló orvosi körzetet alakítottak ki Gerse központtal.
Az egyesítésre 1950. október 1-jei hatállyal került sor. Ekkor az egyesített községnek a Gersekarát ideiglenes nevet kapta a település. 1951-től megkezdődött a falu villamosítása. 1952-ben megépült a karátföldi iskola épülete. 1953-ban hozott a tanács határozatot az utcák ma is használatos elnevezéséről. 1954-ben megszűnt az első t.sz.cs. 1957-től megindult a buszközlekedés. 1963-ban átadták az új Művelődési Házat. 1964-ben felavatták a helyi víztornyot. 1966-tól közös tanácsa volt Sárfimizdóval. 1969-ben megépült az óvoda. Ekkor Gersekarát a megszűnő vasvári járásból átkerül a körmendihez. 1970-től közös tanácsa volt Telekessel. 1985-ben a községbe látogatott Losonczi Pál, az Elnöki Tanács Elnöke. 1986-ban átadták az új iskolaépület első ütemét a Honvéd utcában.
2001-től a község déli határában a Sárvíz-patak felduzzasztásával 33,3 ha területű mesterséges tavat alakítottak ki.

## Közélete

### Polgármesterei
- 1990–1994: Tüü Dávid (KDNP)[11]
- 1994–1998: ifj. Herczeg Gyula (független)[12]
- 1998–2002: Herczeg Gyula (független)[13]
- 2002–2006: Herczeg Gyula (független)[14]
- 2006–2010: Ifj. Herczeg Gyula (független)[15]
- 2010–2012: Sály Gyula (Fidesz-KDNP)[16]
- 2012–2014: Kovács László (független)[17]
- 2014–2016: Csordás Tamásné (független)[18]
- 2016–2019: Pászthory Istvánné (független)[19]
- 2019–2024: Pászthory Istvánné (független)[20]
- 2024– : Pászthory Istvánné (független)[1]

A településen 2012. szeptember 30-án időközi polgármester-választást (és képviselő-testületi választást) tartottak, az előző képviselő-testület önfeloszlatása miatt. A választáson a hivatalban lévő polgármester is elindult, de három jelölt közül csak a második helyet érte el.
Majdnem pontosan négy évvel később, 2016. október 2-án újból időközi polgármester-választást kellett tartani a községben, az előző polgármester lemondása miatt.

## Népesség
A település népességének változása:
| Lakosok száma | 648  | 643  | 639  | 649  | 646  | 651  | 648  |
|               | 2013 | 2014 | 2015 | 2021 | 2022 | 2023 | 2024 |

A 2011-es népszámlálás során a lakosok 83,3%-a magyarnak, 0,2% németnek, 0,2% szlováknak, 0,3% szlovénnek, 0,3% cigánynak mondta magát (16,6% nem nyilatkozott; a kettős identitások miatt a végösszeg nagyobb lehet 100%-nál). A vallási megoszlás a következő volt: római katolikus 74,6%, református 0,5%, izraelita 0,2%, felekezet nélküli 1,1% (23,6% nem nyilatkozott).
2022-ben a lakosság 91%-a vallotta magát magyarnak, 0,9% cigánynak, 0,6% németnek, 0,2% szlováknak, 0,2% szlovénnek, 0,9% egyéb, nem hazai nemzetiségűnek (8,8% nem nyilatkozott; a kettős identitások miatt a végösszeg nagyobb lehet 100%-nál). Vallásuk szerint 58,2% volt római katolikus, 1,5% református, 0,3% evangélikus, 0,2% görög katolikus, 0,6% egyéb keresztény, 1,1% egyéb katolikus, 4,3% felekezeten kívüli (33,7% nem válaszolt).

## Nevezetességei
A falu határában talajvíz táplálta állóvíz a Fiastó. Partján védett növények nőnek. Az egyik szőlőhegyén, a Mihályfai hegyen kápolna és védett présházak („pincék”) állnak. A falutól délre 33,3 hektáros tó található. Ennek egy részén horgászni lehet, a másik a strandolóké, jetskiseké. A tó partján kemping, a faluban kiadó szobák, házak várják a pihenni vágyókat.
A másik szőlőhegye karátföldi Bükk-hegy. Itt az utóbbi években felelevenítették a hegyi búcsú hagyományát. Május elején misével és rendezvényekkel folytatják a korábban élő, aztán elmaradt hagyományt.

## Képek

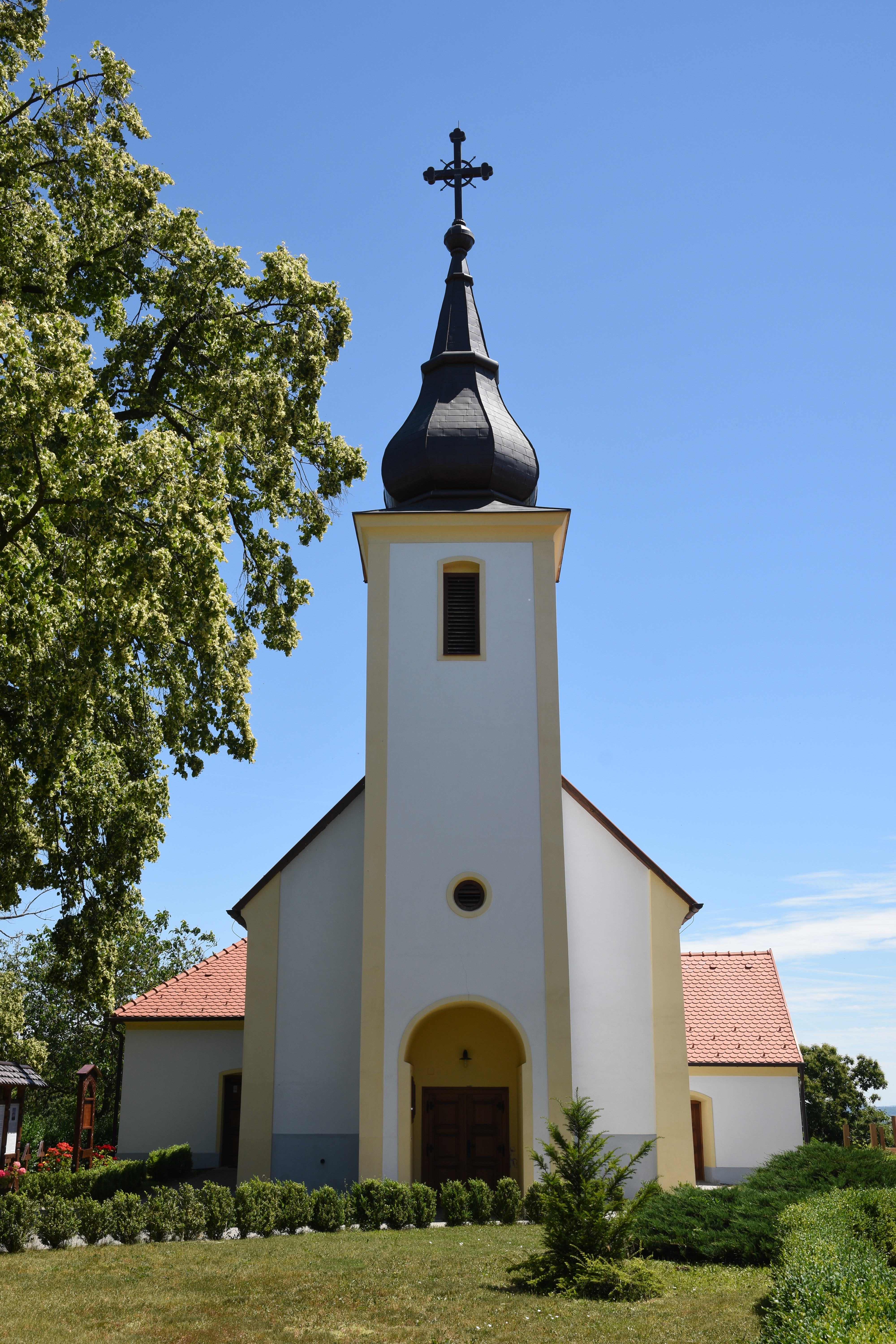
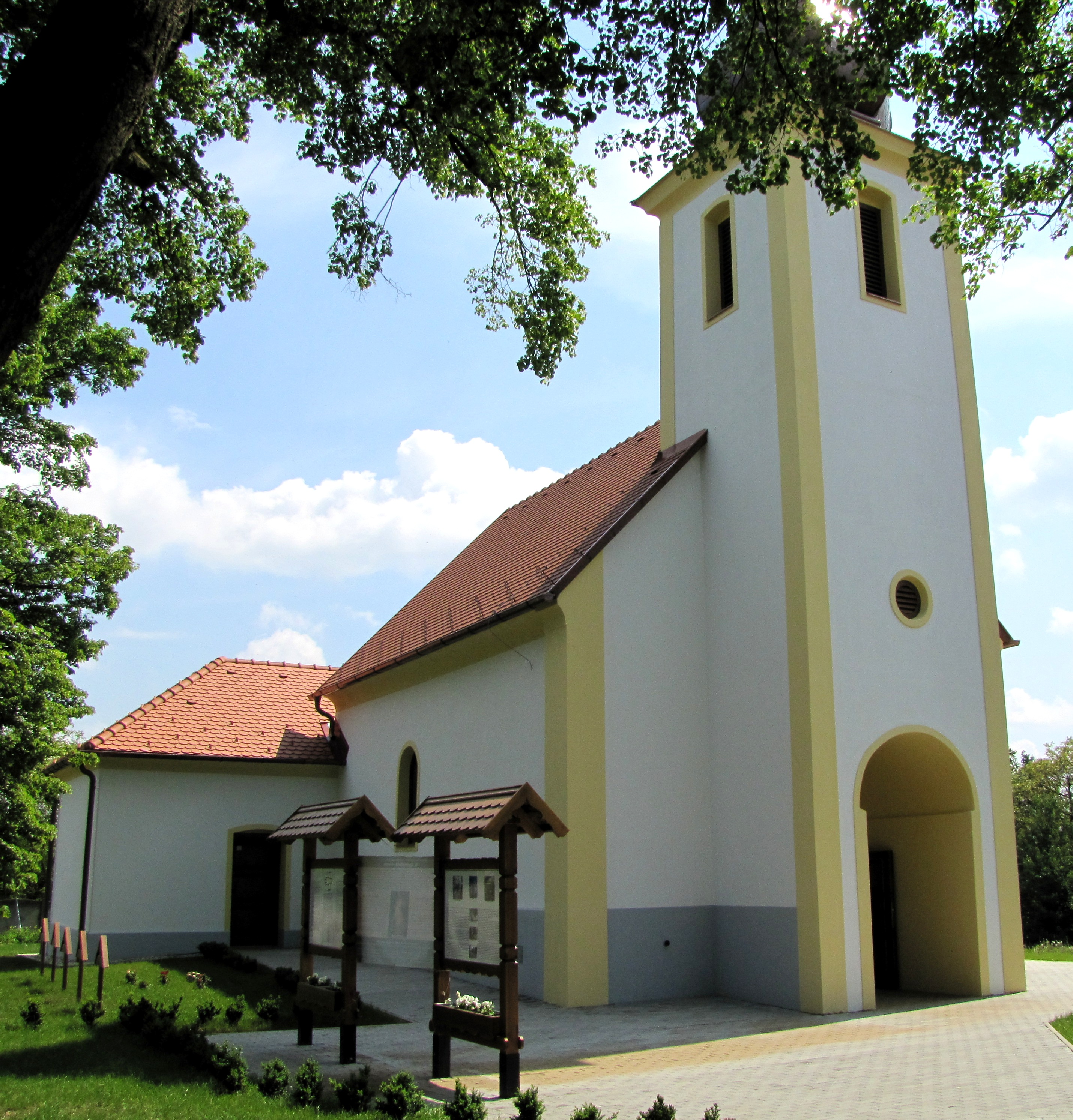
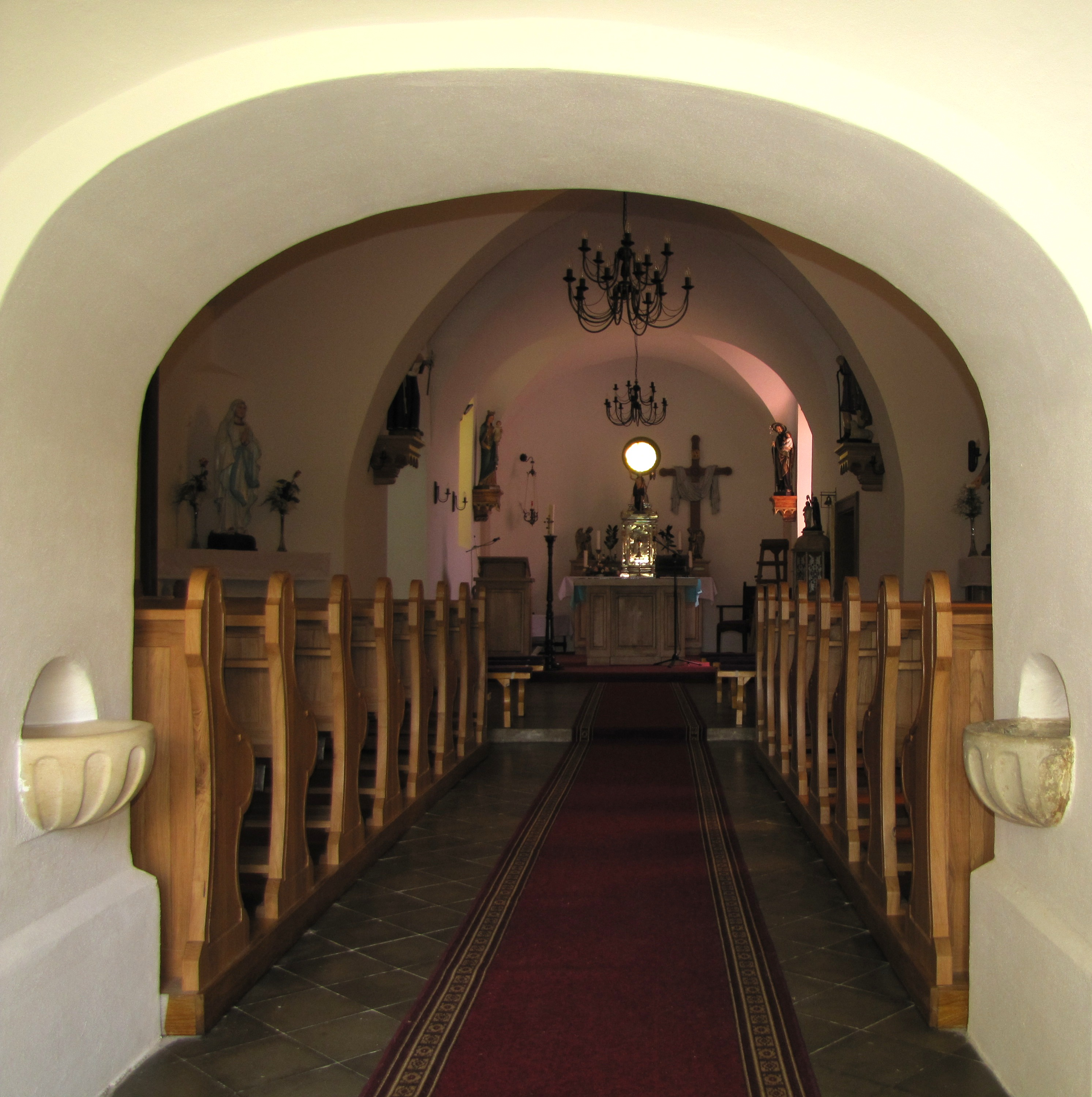
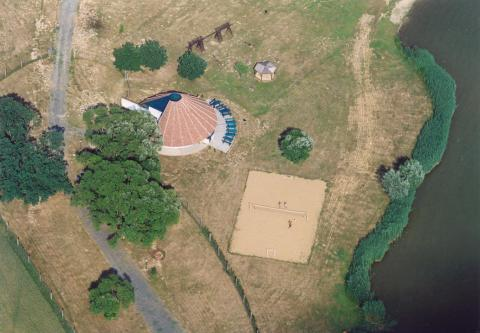
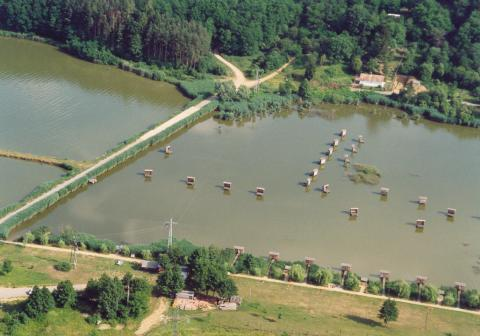
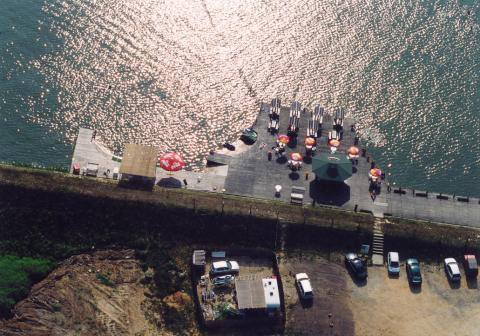